# Allen Yancy
Allen N. Yancy (1881-1941) – liberyjski polityk.
Urodził się w Harper. W 1920 został mianowany superintendentem hrabstwa Maryland. Piastował ten urząd do 1927 lub 1928. Następnie pełnił funkcję wiceprezydenta (1928-1930). Zrezygnował po publikacji tzw. "Raportu Christy'ego", w którym ujawniono jego udział w sprowadzaniu do kraju robotników przymusowych. Zmarł 21 lutego 1941.